# Jamesbrittenia zambesica
Jamesbrittenia zambesica là một loài thực vật có hoa trong họ Huyền sâm. Loài này được (R.E. Fr.) Hilliard mô tả khoa học đầu tiên năm 1992.